# المعزوب الشرقي (الرضمة)

تعديل مصدري - تعديل

المعزوب الشرقي محلة تابعة لقرية الكتبة، التابعة لعزلة بني قيس بمديرية الرضمة إحدى مديريات محافظة إب في الجمهورية اليمنية.، بلغ تعداد سكانها 117 حسب تعداد اليمن لعام 2004.